# Februarie 1987
Acest articol este generat integral pe baza informațiilor din articolul 1987 și este actualizat periodic de un robot.
 Editările făcute în articol vor fi șterse la următoarea actualizare! Dacă doriți să faceți modificări, editați articolul-sursă.

ianuarie -
februarie -
martie -
aprilie -
mai -
iunie -
iulie -
august -
septembrie -
octombrie -
noiembrie -
decembrie
Februarie 1987 a fost a doua lună a anului și a început într-o zi de duminică.

## Evenimente
- 17 februarie: Pe fondul nemulțumirii generale cauzată de restricțiile economice, pe teritoriul României au avut loc mai multe manifestații de protest.

## Nașteri

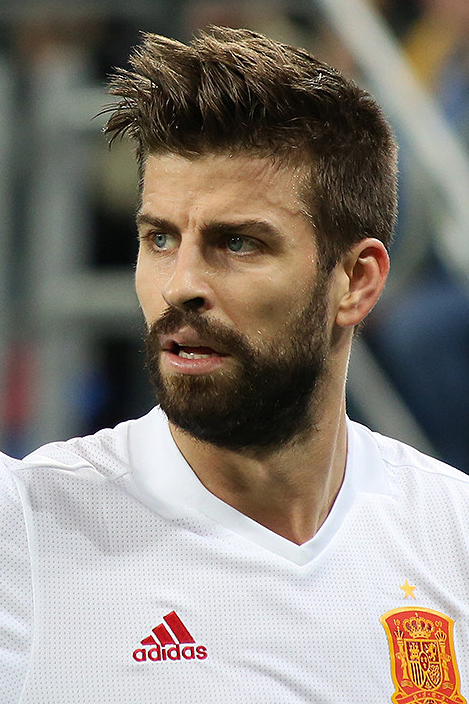
Gerard Piqué, fotbalist spaniol
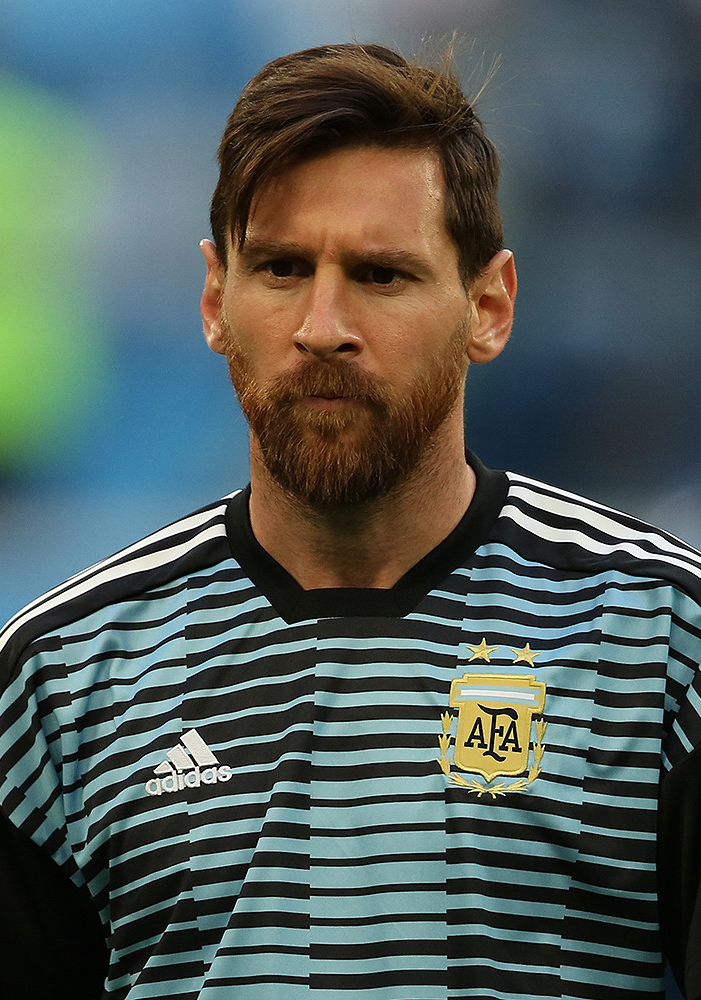
Lionel Messi, fotbalist argentinian
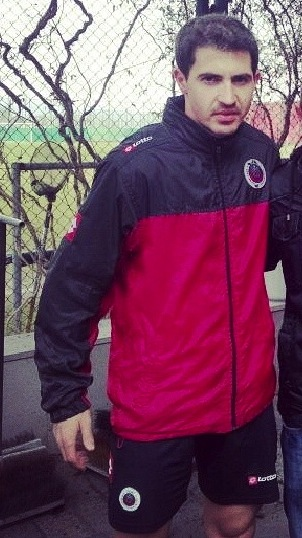
Bogdan Stancu, fotbalist român
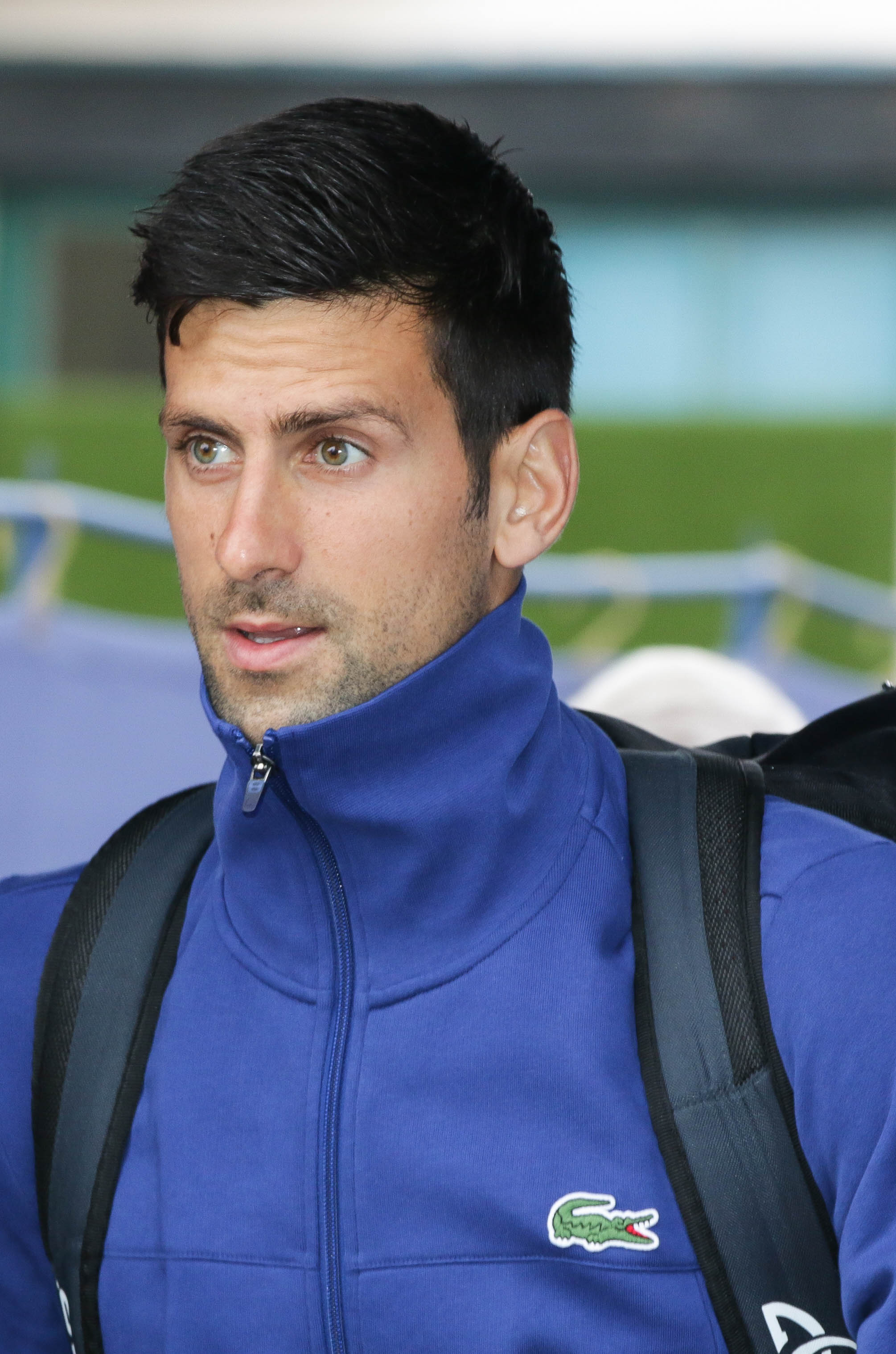
Novak Djokovic, jucător sârb de tenis

- 1 februarie: Sebastian Boenisch, fotbalist polonez
- 1 februarie: Costel Fane Pantilimon, fotbalist român (portar)
- 1 februarie: Giuseppe Rossi, fotbalist italian (atacant)
- 2 februarie: Gerard Piqué i Bernabeu, fotbalist spaniol
- 2 februarie: Alexandru Suvorov, fotbalist din R. Moldova (atacant)
- 3 februarie: Ina Budeștean (Ina Boiko), fotbalistă din R. Moldova (portar)
- 3 februarie: Daniel Jacobs, boxer american
- 4 februarie: Lucie Šafářová, jucătoare cehă de tenis
- 5 februarie: Henry Golding, actor britanic
- 6 februarie: Sarah Stork, actriță germană
- 7 februarie: Kerli, cântăreață estoniană
- 8 februarie: Javi García (Francisco Javier García Fernández), fotbalist spaniol
- 9 februarie: Valentin Ilie Coca, fotbalist român (portar)
- 9 februarie: Constantin Țuțu, kickboxer din R. Moldova
- 10 februarie: Estera Dobre, luptătoare română
- 10 februarie: Poli Genova (Poli Plamenova Ghenova), cântăreață bulgară
- 10 februarie: Yuja Wang, pianistă chineză
- 10 februarie: Poli Genova, cântăreață bulgară
- 11 februarie: José María Callejón Bueno, fotbalist spaniol (atacant)
- 11 februarie: Clémentine Delauney, cântăreață franceză
- 12 februarie: Jérémy Chardy, jucător francez de tenis
- 12 februarie: Sebastian Ghinga, fotbalist român
- 12 februarie: Miuna Saito, cântăreață japoneză
- 13 februarie: Eljero Elia (Eljero George Rinaldo Elia), fotbalist din Țările de Jos (atacant)
- 14 februarie: Edinson Cavani (Edinson Roberto Cavani Gómez), fotbalist uruguayan (atacant)
- 14 februarie: Iulia Saviceva, cântăreață rusă
- 14 februarie: Steven Thicot, fotbalist francez
- 15 februarie: Răzvan Tincu, fotbalist român
- 15 februarie: Ioana Blaj, actriță română
- 17 februarie: Miral Samardžić, fotbalist sloven
- 18 februarie: Cristian Tănase, fotbalist român
- 19 februarie: Alexandra Eremia, sportivă română (gimnastică artistică)
- 20 februarie: Miles Teller (Miles Alexander Teller), actor american
- 21 februarie: Burgess Abernethy, actor australian
- 21 februarie: Ashley Greene, actriță americană
- 21 februarie: Ellen Page, actriță canadiană
- 21 februarie: Elliot Page, actor canadian
- 22 februarie: Sergio Germán Romero, fotbalist argentinian (portar)
- 23 februarie: Michael Bakari Jordan, actor american
- 23 februarie: Olena Krîvîțka, scrimeră ucraineană
- 23 februarie: Tsukasa Umesaki, fotbalist japonez
- 24 februarie: Chieko Ochi, cântăreață japoneză
- 25 februarie: Andrei Ionuț Boroștean, fotbalist român
- 25 februarie: Adrián López Rodríguez, fotbalist spaniol
- 26 februarie: Juraj Kucka, fotbalist slovac
- 27 februarie: Cristian Radu Nema, fotograf român
- 28 februarie: Antonio Candreva, fotbalist italian
- 28 februarie: Cristian Onofrei, rugbist român

## Decese
- 1 februarie: Alessandro Blasetti, regizor și scenarist italian (n. 1900)

Constantin Avram, inginer român
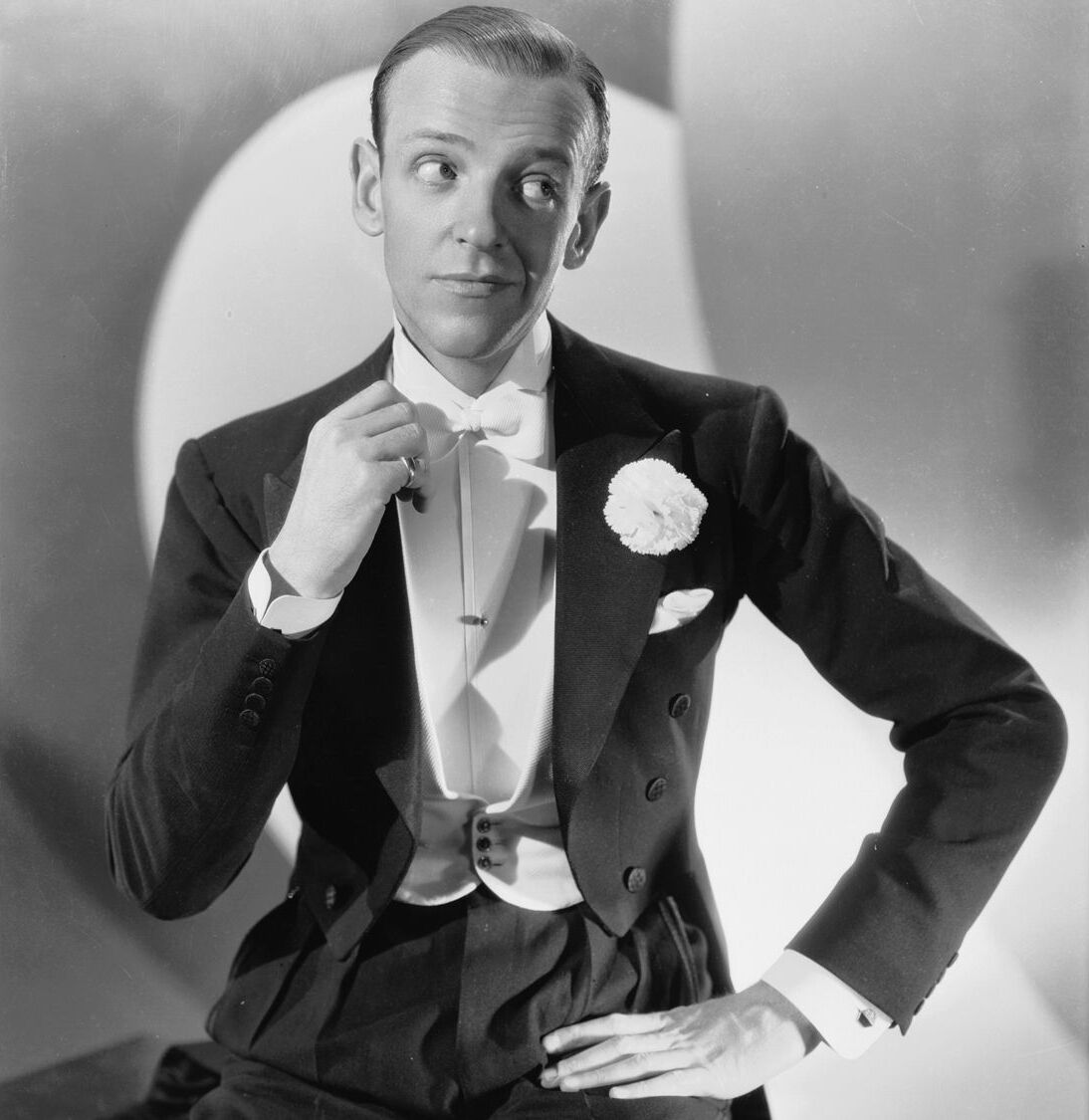
Fred Astaire, actor și dansator american
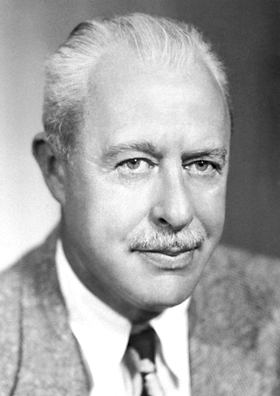
Walter Brattain, fizician american, laureat al Premiului Nobel
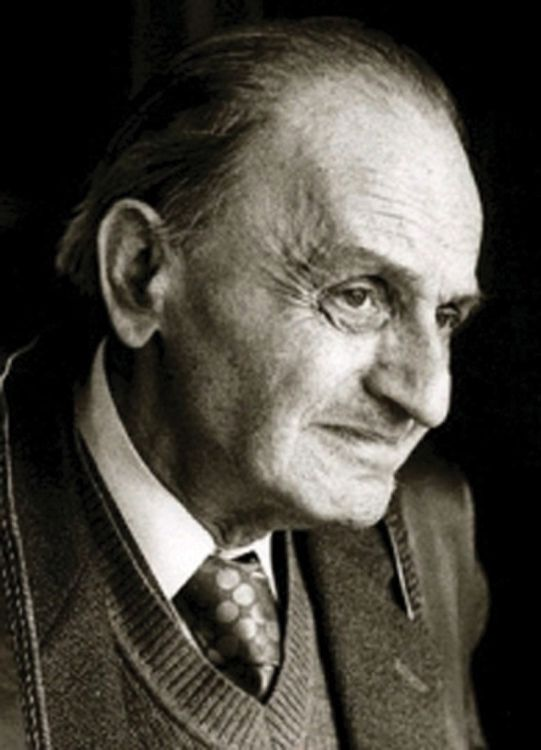
Constantin Noica, filosof, poet, eseist, publicist și scriitor român

- 4 februarie: Liberace (n. Wladziu Valentino Liberace), 67 ani, pianist american (n. 1919)
- 8 februarie: George Meniuc, scriitor moldovean (n. 1918)
- 12 februarie: Dennis Poore, 70 ani, pilot britanic de Formula 1 (n. 1916)
- 17 februarie: Jean Marie Loret, 66 ani, istoric francez (n. 1918)
- 20 februarie: Constantin Avram, 76 ani, inginer român, membru corespondent al Academiei Române (n. 1911)
- 22 februarie: Andy Warhol (n. Andrew Warhola), 58 ani, pictor american (n. 1928)
- 24 februarie: Radu Prișcu (Ionel Radu Prișcu), 66 ani, inginer român (n. 1921)